# Hugo Barrette
Hugo Barrette (Cap-aux-Meules, 4 juli 1991) is een Canadees voormalig baanwielrenner die in 2016 en 2021 deelnam aan de Olympische Zomerspelen en zeven medailles won op de Pan-Amerikaanse kampioenschappen baanwielrennen waarvan drie gouden en vier zilveren.

## Palmares
| Jaar      | CK                            | P-AK                               | WK                                   | Overige                                                                          |
| Als elite | Als elite                     | Als elite                          | Als elite                            | Als elite                                                                        |
| --------- | ----------------------------- | ---------------------------------- | ------------------------------------ | -------------------------------------------------------------------------------- |
| 2010      | 6e keirin 8e sprint           |                                    |                                      |                                                                                  |
| 2011      | keirin · 5e sprint            | 8e 1km tijdrit                     | 18e teamsprint                       |                                                                                  |
| 2012      |                               | teamsprint · 10e sprint            | 11e teamsprint                       |                                                                                  |
| 2013      | keirin · sprint               | teamsprint · 5e sprint · 7e keirin |                                      |                                                                                  |
| 2014      | sprint                        | keirin · 5e sprint                 | 13e keirin 29e sprint                |                                                                                  |
| 2015      | keirin · sprint · teamsprint  | teamsprint · 6e keirin             | 13e teamsprint 17e keirin 26e sprint | Pan-Amerikaanse Spelen: · sprint · teamsprint · keirin                           |
| 2016      |                               |                                    | 17e sprint 20e keirin                | Olympische Spelen: 13e keirin                                                    |
| 2017      | keirin · sprint               | sprint · 8e keirin                 | 11e sprint 15e teamsprint 21e keirin |                                                                                  |
| 2018      | 1km tijdrit · sprint · keirin | keirin · sprint                    | 10e keirin 20e sprint                | Gemenebestspelen: 4e teamsprint 7e keirin                                        |
| 2019      |                               |                                    | 15e sprint 20e keirin                |                                                                                  |
| 2020      |                               |                                    |                                      |                                                                                  |
| 2021      |                               |                                    | 7e teamsprint 9e keirin              | NC Cali: · teamsprint · 4e keirin · Olympische Spelen: · 19e sprint · 23e keirin |